# DR Update
DR Update var DR's nyhedskanal, der startede den 7. juni 2007 og stoppede 4. marts 2013.
Der fandtes 2 udgaver af DR Update – en tv-kanal og en internetbaseret kanal.
Den internetbaserede DR Update var bygget op som små, kompakte nyhedsindslag, der blev opdateret hver dag mellem 7 og 23, og som kunne ses i en særlig afspiller på DR Updates websted. Kanalen var den første i Danmark, der blev udviklet på internettets præmisser, idet brugeren selv var i stand til at vælge hvilke indslag, vedkommende ville se.
TV-kanalen DR Update havde en plads på det digitale jordbaserede sendenet og sendte nyheder 24 timer i døgnet. Kanalen sendte nyhedsudsendelser af 10 minutters varighed ad gangen, altså 6 gange i timen. Canal Digital og Yousee distribuerede også kanalen i deres programpakker.
Kanalen blev drevet i samarbejde med DR's regionalradioer, som havde fået udleveret 100 såkaldte DV-kameraer. Dermed kunne DR Update trække på det eksisterende korps af nyhedsjournalister landet over.
DR Update sendte i samarbejde med TV Avisen nyheder kl. 12:00, 15:00 og 17:50 på DR1.
I forbindelse med en omlægning af DR's tv-kanaler lukkede DR Update i marts 2013, med den begrundelse at nyhedskanalen ikke havde fået en succes, der svarede til DR's målsætning. DR Update blev erstattet af børnekanalen DR Ultra.

## Værter
- Lotte Thor Høgsberg
- Louise Bjerregaard
- Morten Schnell Lauritzen
- Louise Reumert
- Kasper Jessing
- Kristian Porsgaard
- Maria Yde

## Ledelsen
- Anders Kappel, projektchef og konceptansvarlig
- Per Bjerre, redaktionschef
- Lau Rabjerg-Eriksen, kanalchef